# Heist (película de 2001)
Heist (en Hispanoamérica, Asalto; en España, El último golpe) es una película de robos estadounidense de 2001 escrita y dirigida por David Mamet y protagonizada por Gene Hackman, Danny DeVito y Delroy Lindo, junto con Rebecca Pidgeon, Ricky Jay y Sam Rockwell en papeles secundarios.
Heist recibió críticas positivas, destacando especialmente en el guion y los personajes. Aunque su recaudación apenas fue un poco superior a su presupuesto, la película se convirtió en la más taquillera de Mamet en los Estados Unidos y Canadá recaudando 23,5 millones de dólares,y se convirtió en un éxito en el mercado de video doméstico.

## Argumento
Joe Moore dirige una banda de ladrones profesionales, que incluye a Bobby Blane, Donnie «Pinky» Pincus y Fran, la esposa de Joe. Durante el robo a una joyería en Nueva York, Joe se quita la máscara para distraer con éxito al último empleado que queda en la tienda, permitiendo que su rostro sea captado por una cámara de seguridad; no logra recuperar la evidencia en video antes de que tengan que huir. Como tanto la imagen como un testigo pueden identificarlo, Joe se retira del crimen y planea desaparecer con Fran en su velero.
Esto no le sienta bien a Mickey Bergman, el intermediario de Joe, quien dirige un negocio de confección como tapadera. Tras haber incurrido en gastos significativos para organizar otro robo, Bergman decide retener el pago del golpe a la joyería para obligar a Joe y su equipo a seguir adelante con el siguiente trabajo: robar un avión que transporta un gran cargamento de oro. Además, Bergman insiste en que su sobrino, Jimmy Silk, forme parte del equipo. Joe acepta, pero una serie de lealtades cambiantes complica la ejecución del plan.

## Reparto
- Gene Hackman como Joe Moore
- Danny DeVito como Mickey Bergman
- Delroy Lindo como Bobby Blane
- Rebecca Pidgeon como Fran Moore
- Sam Rockwell como Jimmy Silk
- Ricky Jay como Donnie «Pinky» Pinkus

## Producción
Franchise Pictures accedió a financiar la película solamente si la protagonizaban Gene Hackman y Danny DeVito. David Mamet gozó de libertad creativa a lo largo de la producción ya que la única condición que impuso Franchise Pictures fue que se ajustara al presupuesto.
La película, ambientada en los alrededores de Boston, se rodó en Montreal. La escena inicial, mostrando el robo de una joyería de Nueva York, se filmó en un edificio de Vieux-Montreal que estaba siendo renovado para convertirse en hotel.Las escenas del aeropuerto, aunque representaban el Aeropuerto Internacional Logan de Boston, fueron filmadas en el Aeropuerto Internacional de Montreal-Mirabel.
La película consiguió obtener beneficios antes de su finalización gracias a la venta de derechos internacionales.

## Recepción

### Crítica
En el sitio web agregador de reseñas Rotten Tomatoes, el 66 % de las 128 críticas fueron positivas, con una calificación promedio de 6.3/10. El consenso del sitio web señalaba: "Heist no presenta nada novedoso, pero su elenco y la habilidad de Mamet para los diálogos ingeniosos la hacen valiosa".Por su parte, Metacritic, que asigna una puntuación basada en un promedio ponderado, le otorgó a la película un 66 sobre 100, basado en 33 críticas, lo que indica reseñas "generalmente favorables".
Roger Ebert del Chicago Sun-Times, escribió, "Heist es el tipo de película de atracos que se hacía antes de que los efectos especiales reemplazaran el ingenio, la estructura y la inteligencia. Esta película está hecha con ingredientes frescos, no con una mezcla prefabricada. A pesar de los giros de su trama, trata sobre sus personajes". También alabó los diálogos marca de la casa de Mamet, su enfoque comedido de los tiroteos en pantalla, y el cuidado que pone en dar forma a las relaciones entre los personajes principales.

### Recaudación
La película generó 23,5 millones en Estados Unidos y Canadá, sumando otros 5 millones a nivel internacional, alcanzando un total de 28,5 millones.
En el fin de semana de lanzamiento, la película se estrenó en 1891 cines en Estados Unidos alcanzando el número 5 en la lista de taquillas y recaudando 7,8 millones de dólares, convirtiéndose en la película de Mamet más taquillera en los Estados Unidos.

### Alquiler
La película recaudó más de 72 millones en alquileres en Estados Unidos.